# Війна в Секторі Гази (2008—2009)
Війна́ в Га́зі — збройний конфлікт між Ізраїлем та палестинськими воєнізованими угрупуваннями ХАМАС, Ісламський джихад та Народний фронт визволення Палестини в Секторі Гази на Близькому Сході. Військовий конфлікт розпочався в грудні 2008 р. після закінчення перемир'я та відновлення ракетного обстрілу ізраїльських міст. Активна фаза конфлікту почалася з бомбардування Ізраїлем цілей у секторі Гази, яка отримала назву «Операція Литий свинець».
3 січня 2009 р. ізраїльська армія розпочала наземне вторгнення в Сектор Гази з метою знищення військових угруповань, які вели обстріл Ізраїлю. Бомбардування і наземна операція у секторі призвели до значних жертв серед мирного населення і отримали назву в арабських ЗМІ — «Різанина в Газі». Низка міжнародних організацій та урядів прикладали значних зусиль для припинення конфлікту.

## Передумови конфлікту
Сектор Гази є одним з найбільш густонаселених районів світу; на території у 365 квадратних кілометрів проживає більш ніж півтора мільйона мешканців, з яких 33 % визнаються як біженці. З 1967 по 1993 роки цей регіон перебував під контролем Ізраїля. Після виводу ізраїльських військ влада належала Палестинській адміністрації, однак у 2006 році в результаті виборів більшість в уряді отримав ісламський рух ХАМАС, який в червні 2007 року захопив владу в секторі і вигнав представників опозиційної партії ФАТХ. Ізраїль продовжує контролювати кордони, повітряний простір і морське сполучення Сектору Гази. Обмеження і блокада з боку Ізраїлю призвела до погіршення економічної ситуації: значно погіршилися економічні показники, рівень безробіття сягнув 50 %.
ХАМАС взяв відповідальність за атаки на Ізраїль, в першу чергу за допомогою саморобних ракет «Кассам». З червня 2008 року дотримувалося припинення вогню між Ізраїлем і ХАМАСом, однак 20 грудня 2008 року ХАМАС заявив про відновлення військових дій, звинувативши Ізраїль у блокаді сектору і атаках на Газу і почав обстріли навколишніх ізраїльських міст. Було випущено сотні ракет по ізраїльських містах, від яких з початку обстрілів загинуло 3 особи і декілька отримали поранення. У відповідь Ізраїль почав бомбардування об'єктів у Газі, які він пов'язував з діяльністю ХАМАСу.

## Бомбардування Гази

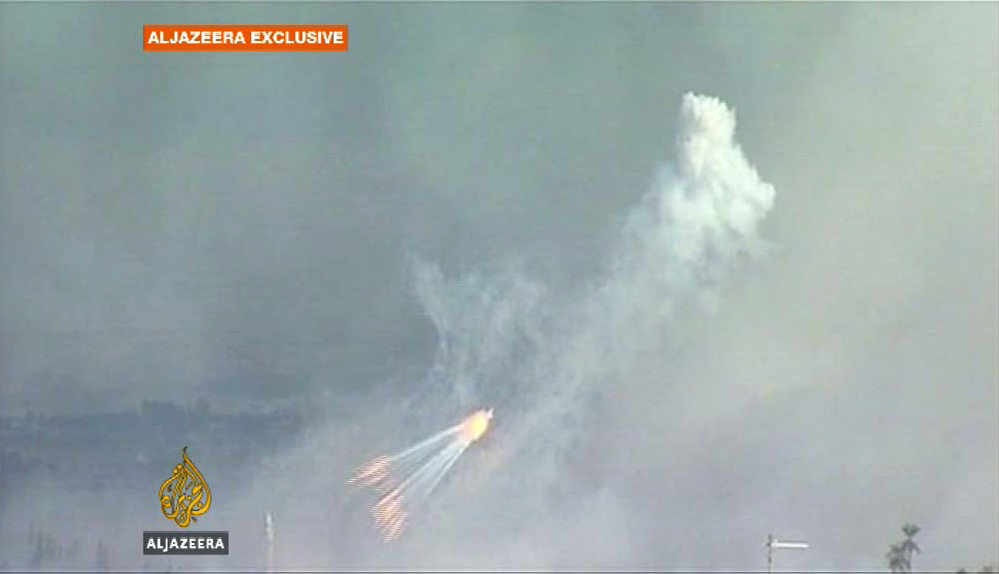
Правозахисники звинувачують Ізраїль у використанні зброї з білим фосфором.

За інформацією ізраїльської газети «Га-Арец» військові Ізраїлю почали готувалися до атаки на Газу принаймні за півроку до початку військових дій. Після закінчення перемир'я і початку обстрілів ХАМАСом ізраїльських об'єктів була розпочата операція «Литий свинець». Об 11:30 27 грудня 2008 року понад 50 літаків та гелікоптерів ізраїльських ВПС почали атаки на цілі в Секторі Гази. За даними Ізраїлю було здійснено бомбардування понад 100 об'єктів, в першу чергу бази ХАМАСу, об'єкти пов'язані з діяльністю цієї організації, державні установи та поліцейські відділки. В цей самий час ХАМАС випустив понад 50 ракет і мін, які вперше досягли 200-тисячного ізраїльського міста Ашдод. У грудні 2008-го і на початку 2009 року Ізраїль піддав бомбардуванню також Ісламський університет в Газі, телестанцію, будинок парламенту Палестинської автономії, будинки міністерства освіти та внутрішніх справ. Тільки за шість днів ізраїльських авіанальотів загинуло близько 400 палестинців і 2 ізраїльтян від обстрілів ХАМАСу.
10 січня 2009 року правозахисна організація Human Rights Watch звинуватила Ізраїль у застосування зброї, що містила білий фосфор. Використання такої зброї суперечить міжнародному праву, однак Ізраїль, з свого боку заперечив її використання.

## Наземне вторгнення

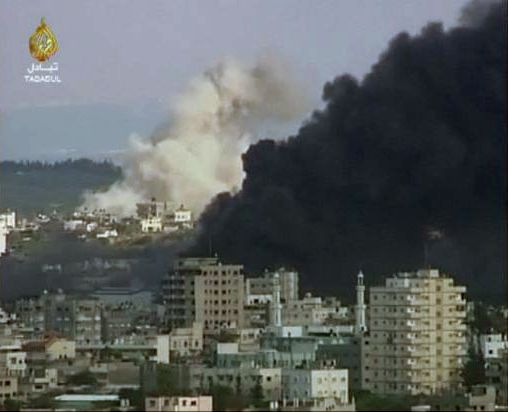
Гази під час обстрілу.

Ввечері 3 січня 2009 р. Ізраїль розпочав наземну фазу операції «Литий свинець» і ввів танкові та піхотні підрозділи безпосередньо в Сектор Гази. За даними ізраїльського командування метою операції було встановлення контролю над територіями звідки здійснювався запуск ракет ХАМАСом по цілям в Ізраїлі. Вже в ночі 4 січня війська перетнули Сектор Гази дійшовши до Середземного моря і розвивали наступ за п'ятьма напрямками: в околицях міст Бейт-Ханун, Бейт-Лахія, Джебалія, місті Рафах та у передмістях міста Гази. У здійсненні цієї операції брали участь підрозділи піхоти, бронетехніки та артилерії.
Тим часом, під час наземної операції в Газі обстрілів зазнали також цивільні об'єкти, зокрема мечеть та школа ООН. 6 січня 2009 р. ізраїльські танки обстріляли школу ООН, де переховувалися мирні жителі — від обстрілу загинуло до 40 цивільних осіб. В той же день танки збройних сил Ізраїлю увійшли до м. Хан-Юніс. Після декількох днів наземної операції Ізраїль пообіцяв робити 3-годинні перерви у обстрілах щоб надати можливість гуманітарним організаціям доставляти продукти та інші необхідні товари для цивільного населення. Своєю чергою, ХАМАС теж погодився дотримуватися щоденного припинення вогню.

## Гуманітарна криза
З початку активної фази протистояння між Ізраїлем і ХАМАСом більш ніж 1,5 млн мешканців сектору опинилися в безпосередньому театрі військових дій. Хоча Ізраїль попереджував мешканців Гази про початок обстрілу та бомбардувань і закликав їх залишати небезпечні райони, скупченість поселень, таборів біженців та блокада сектору унеможливлювали евакуацію мешканців, що призвело до значних жертв серед мирного населення. За даними палестинської сторони близько половини жертв становило мирне населення. Військові дії в густонаселених містах, блокада сектору та відсутність постачання продуктів та медикаментів на думку ООН призвели до погіршення гуманітарної кризи.
Декілька гуманітарних організацій закликали обидві сторони конфлікту надати можливість допомогти цивільному населенню, яке опинилося в театрі бойових дій. Зокрема, Єврокомісія погодилася виділити додаткові 3 млн. євро для надання допомоги населенню Гази і закликала Ізраїль дозволити доступ гуманітарної допомоги.
За даними міжнародних організацій в ході конфлікту було зруйновано близько 4000 будинків і понад 50 000 жителів Гази залишилися без житла. Збиток від військових дій в секторі палестинська адміністрація оцінила у 3 млрд доларів. Низка держав-донорів проголосили про намір виділити кошти на відбудову зруйнованої інфраструктури регіону. Зокрема, король Саудівської Аравії виділив мільярд доларів на відбудову Гази.
У вересні 2009 року Рада ООН з прав людини представила на розгляд доповідь про конфлікт у Газі, у якому палестинські бойовики і ізраїльська армія були звинувачені у навмисному тероризуванні цивільного населення та скоєнні військових злочинів. Комісія ООН з розслідування фактів конфлікту, також відома, як Комісія Голдстоуна складалася з чотирьох суддів під головуванням південно-африканського судді Річарда Голдстоуна. ХАМАС і Ізраїль назвали висновки комісії упередженими і неточними. Своєю чергою, Ізраїль проводив власні розслідування зловживань у Газі. З більш ніж 100 звинувачень більшість були відкинуті, однак 22 карні справи стосовно дій ізраїльських військових були передані на розслідування.

## Міжнародна реакція

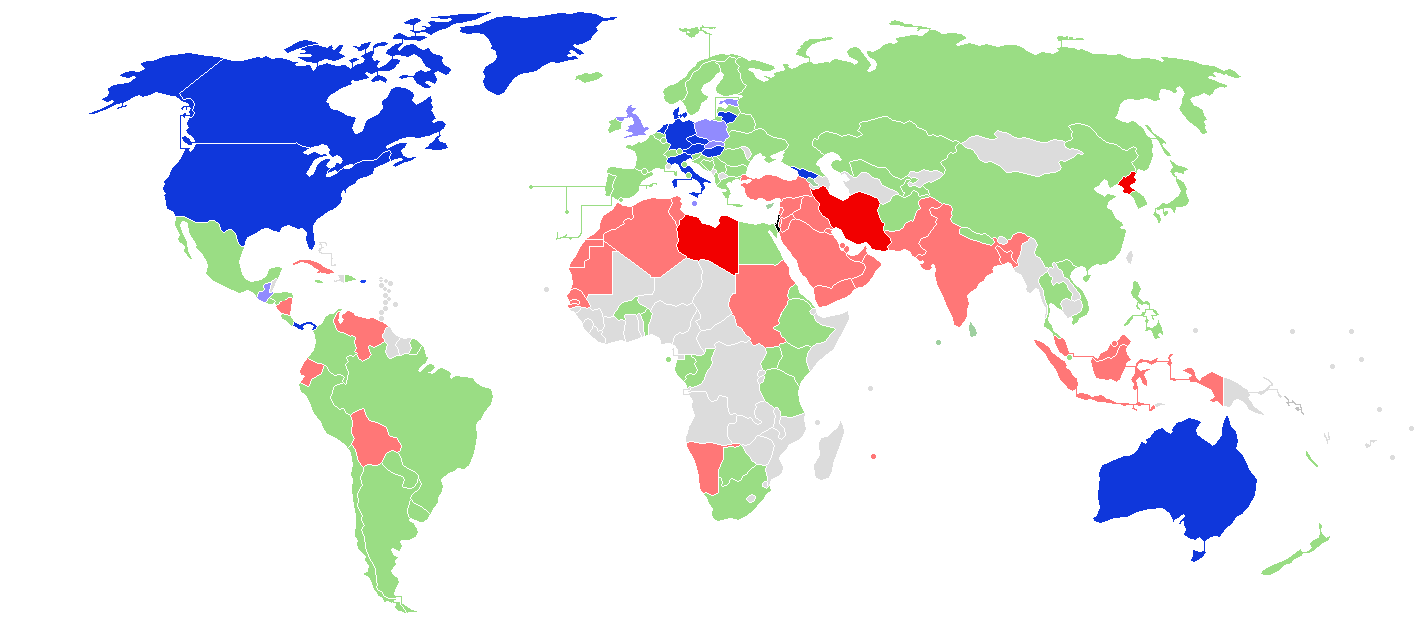
Ізраїль і Газа
Держави, які схвалили дії Ізраїлю.
Держави, які лише засудили дії Хамасу.
Держави, які схвалили дії Хамасу.
Держави, які лише засудили дії Ізраїлю.
Держави, які закликали припинити ворожі дії обидві сторони/ засудили обидві сторони.
Держави, які ще не визначились.

У декількох країнах світу пройшли демонстрації з осудом дій Ізраїлю, зокрема в більшості столиць арабського світу, а також у декількох європейських столицях, США, Канаді, Індії та Росії, в країнах Латинської Америки — у Мексиці, Болівії, Аргентині. Протестанти у Єгипті вимагали від уряду країни відкрити кордони для біженців з Гази і надати гуманітарну допомогу. У декількох містах протести супроводжувалися сутичками з поліцією, зокрема також загибеллю демонстранта на Західному березі.
- — генеральний секретар ООН Пан Гімун засудив дії ворогуючих сторін і закликав Ізраїль терміново припинити наземну операцію в Газі[19].
- США — висловили стурбованість ескалацією насилля, але поклали відповідальність за загострення конфлікту на ХАМАС, який вів обстріли території Ізраїлю.[20]
- Франція — у своїй заяві засудила вторгнення Ізраїлю до Гази і закликала обидві сторони припинити вогонь[20].
- Туреччина — прем'єр-міністр країни Тайїп Ердоган закликав Ізраїль негайно припинити військову операцію в секторі з огляду на велику кількість цивільних жертв.[21]
- Венесуела — президент країни Уго Чавес піддав дії Ізраїлю в Секторі Гази різкій критиці і зажадав від посла Ізраїлю та деяких співробітників посольства залишити Венесуелу, а 15 січня розірвав дипломатичні відносини з Ізраїлем[22].
- Болівія — президент Ево Моралес розкритикував вторгнення Ізраїлю в Сектор Гази і звинуватив керівництво країни у «геноциді палестинців». Крім того, Болівія також розірвала дипломатичні відносини з Ізраїлем[23].
- Україна — МЗС висловило занепокоєння ескалацією конфлікту і зажадало від Ізраїлю офіційного розслідування обставин загибелі громадянки України та її 2-річної дитини під час операції ізраїльської армії в секторі[23].

## Урегулювання
З початку конфлікту було зроблено декілька спроб припинити військові дії. Рада безпеки ООН вже 3 січня 2009 року зібралася на екстрене засідання і узгодили постанову із закликом припинити військові дії, однак ця постанова не була підтримана США і таким чином не була прийнята. Президент Франції Ніколя Саркозі відвідав Ізраїль та декілька країн регіону і від імені ЄС запропонував Ізраїлю укласти «гуманітарне перемир'я», яке було відхилено керівництвом країни.
6 січня 2009 р. президент Єгипту Хосні Мубарак за підтримки Франції оприлюднив план урегулювання з трьох пунктів, який передбачав: припинення вогню, початок перемов стосовно безпеки кордону між Єгиптом і Газою і припинення контрабанди зброї ХАМАСом через прикордонні тунелі, яке було відхилено обома учасниками конфлікту. 17 січня Ізраїль припинив військові дії у одностороньому порядку; наступного дня ХАМАС теж проголосив перемир'я і дав Ізраїлю два тижні на вивід військ.
Обидві сторони конфлікту проголосили про перемогу у конфлікті: Ізраїль заявив, що виконав усі цілі операції «Литий свинець» і значно послабив позиції ХАМАСу і його можливості запускати ракети на територію Ізраїлю. Попри це, до одностороннього проголошення припинення вогню ХАМАС продовжував обстріли Ізраїлю і пізніше теж заявив про перемогу у конфлікті і визнав загибель лише 48 бойовиків. 21 січня 2009 року Ізраїль заявив про завершення виводу військ із сектора.